# Mohamed Moustaoui
Mohamed Moustaoui (arabisch محمد مستاوي, DMG Muḥammad Mustāwī; * 2. April 1985 in Khouribga) ist ein ehemaliger marokkanischer Leichtathlet, der sich auf den Mittelstreckenlauf spezialisiert hat.

## Sportliche Laufbahn
Erste internationale Erfahrungen sammelte Mohamed Moustaoui bei den Crosslauf-Weltmeisterschaften 2003 in Lausanne, bei denen er in 24:59 min auf den 26. Platz im Juniorenrennen gelangte. Im August gewann er dann bei den Juniorenafrikameisterschaften in Garoua in 3:42,9 min die Silbermedaille im 1500-Meter-Lauf. Im Jahr darauf wurde er bei den Crosslauf-Weltmeisterschaften 2004 in Brüssel in 25:25 min 14. im Juniorenrennen und im Juli belegte er bei den Juniorenweltmeisterschaften in Grosseto in 3:37,44 min den vierten Platz über 1500 Meter. Bei den Crosslauf-Weltmeisterschaften 2005 in Saint-Étienne landete er nach 11:59 min auf dem elften Platz über die Kurzdistanz und anschließend belegte er bei den erstmals ausgetragenen Islamic Solidarity Games in Mekka in 14:13,93 min den vierten Platz im 5000-Meter-Lauf. Im Jahr darauf belegte er bei den Afrikameisterschaften in Bambous in 3:47,06 min den fünften Plat züber 1500 Meter und anschließend wurde er beim IAAF World Athletics Final in Stuttgart in 3:33,76 min Vierter. 2007 siegte er in 3:36,90 min bei den Arabischen Meisterschaften in Amman und schied dann bei den Weltmeisterschaften in Osaka mit 3:43,39 min im Halbfinale aus. Daraufhin gelangte er beim World Athletics Final in Stuttgart mit 3:42,49 min auf Rang neun. Im Jahr darauf nahm er an den Olympischen Sommerspielen in Peking teil und schied dort mit 3:40,90 min im Semifinale aus, ehe er beim World Athletics Final in 3:39,90 min den achten Platz belegte. 
2009 erreichte er bei den Weltmeisterschaften in Berlin das Finale über 1500 Meter und klassierte sich dort mit 3:36,57 min auf dem sechsten Platz. Zuvor gewann er bei den Mittelmeerspielen in Pescara in 3:37,97 min die Silbermedaille hinter dem Algerier Antar Zerguelaïne. Anschließend belegte er beim World Athletics Final in Thessaloniki in 3:37,43 min den siebten Platz. 2011 gewann er bei den Militärweltspielen in Rio de Janeiro in 3:41,04 min die Silbermedaille hinter dem Kenianer Gideon Gathimba. Anschließend belegte er bei den Weltmeisterschaften in Daegu in 3:36,80 min im Finale erneut den sechsten Platz. 2012 nahm er an den Olympischen Sommerspielen in London teil und schied dort mit 3:43,33 min im Halbfinale aus. Im Jahr darauf gelangte er bei den Weltmeisterschaften in Moskau mit 3:38,08 min im Finale auf Rang neun und anschließend belegte er bei den Spielen der Frankophonie in Nizza in 3:57,97 min den vierten Platz. Kurz darauf gewann er bei den Islamic Solidarity Games in Palembang in 3:40,91 min die Silbermedaille hinter dem Türken İlham Tanui Özbilen. In den folgenden Jahren bestritt er nur noch vereinzelt Wettkämpfe, ehe er 2022 seine aktive sportliche Karriere im Alter von 37 Jahren beendete.

## Persönliche Bestzeiten
- 800 Meter: 1:45,44 min, 12. Juli 2009 in Tanger
- 1500 Meter: 3:31,84 min, 11. September 2011 in Berlin
  - 1500 Meter (Halle): 3:35,0 min, 6. Februar 2014 in Stockholm
- Meile: 3:50,08 min, 6. Juni 2008 in Oslo
  - 2000 Meter (Halle): 5:00,98 min, 9. Februar 2007 in Aubière
  - 3000 Meter (Halle): 7:40,00 min, 30. Januar 2014 in Düsseldorf
  - 2 Meilen (Halle): 8:26,49 min, 18. Februar 2005 in Birmingham
- 5000 Meter: 13:22,61 min, 8. Juli 2005 in Rom